# Аклок, Александр
Александр Ноэль Шарль Аклок (фр. Alexandre Noel Charles Acloque; 1871—1941) — французский ботаник, эксперт по лишайникам. Его интересы в естественной истории были весьма широки. Аклок писал книги о флоре и фауне (насекомых) Европы. Был главным редактор журнала Le Monde des Plantes.

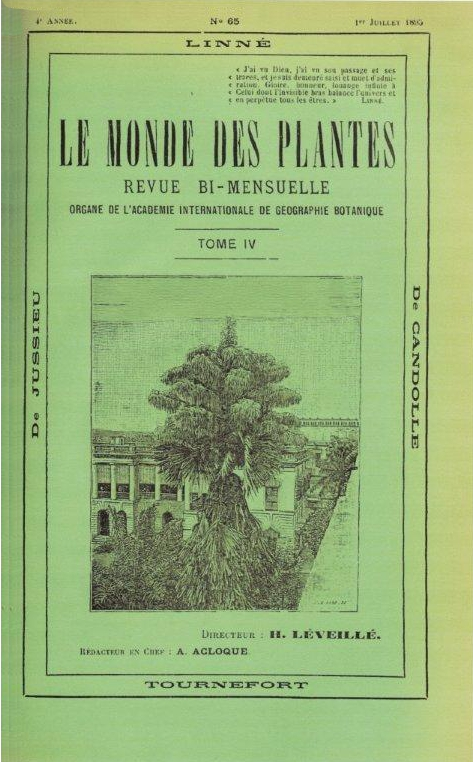
Обложка журнала Le Monde des Plantes (Жизнь растений) 1895 года

## Биография
В 1912 стал офицером ордена Академических пальм. В 1914 году в списке французских ботаников было указано, что он является публицистом по профессии и проживает в Вимере (Па-де-Кале).